# Minmose
| R22 · R12 | ms |

| R22 · R12 | ms |

Minmose, 1427 a. C.-1400 a. C., arquitecto de la dinastía XVIII, fue supervisor de los sacerdotes de Month, señor de Tebas y supervisor de las obras en todos los templos del Alto y Bajo Egipto de los faraones Tutmosis III y Amenofis II, y participó en las expediciones a Siria (campaña 8 de Tutmosis y Nubia). 

## Biografía
Fue comandante de las fuerzas de élite, en Tajsy, territorio situado entre Damasco y Canaán. La expedición a Tajsy probablemente estuvo relacionada con la campaña de Amenofis II.
Además de supervisar la construcción de muchos templos, recaudó impuestos en Retenu, y en Nubia durante la campaña de Thutmosis en Nubia en los 49 años de reinado del faraón.
Fue el responsable de erigir las estelas que delimitaban Egipto, cuando Amenofis II consiguió parar la rebelión de los príncipes locales, que iban en contra de la soberanía egipcia al morir Tutmosis III.
Es conocido por varias estatuas encontradas en todo Egipto.